# Alfred Andersen-Wingar
Alfred Nikolai Andersen-Wingar, né le 15 octobre 1869 à Kristiania et mort le 21 avril 1952 dans la même ville, est un compositeur norvégien.

## Biographie
Andersen-Wingar étudie à Oslo avec Johannes Haarklou (1847–1925) et au Conservatoire de Paris avec Jules Massenet et André Gedalge. Il a d'abord été un violoniste et plus tard est passé à l'alto. Il est altiste au sein de l'Orchestre Philharmonique d'Oslo et a dirigé de 1911 à 1918, les concerts symphoniques populaires.
Le morceau le plus populaire du compositeur est une courte pièce pour orchestre, Najad.

En 2015, il semble qu’aucune œuvre d’Andersen-Wingar ne soit disponible au disque.

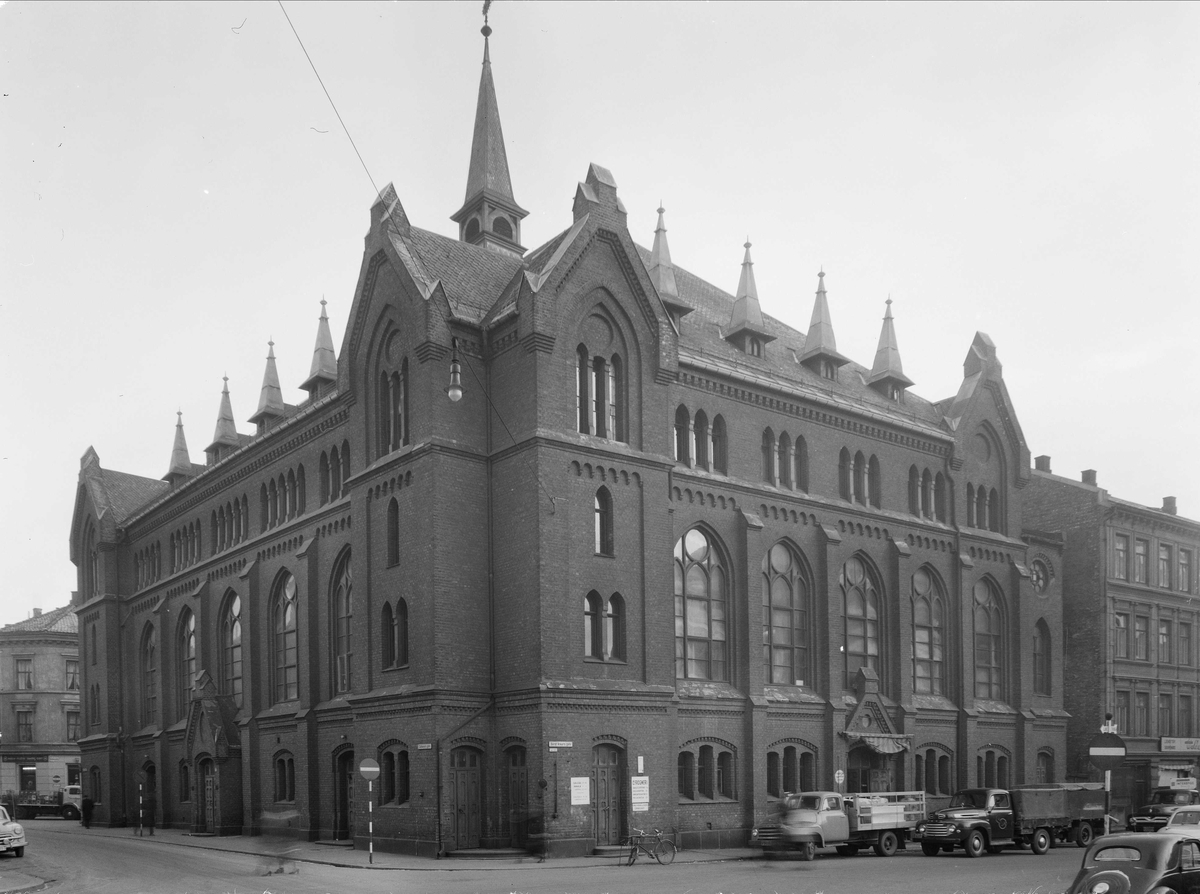
Maisons de mission de la rue Calmeyer, où Andersen-Wingar dirigeait les concerts populaires de 1911 à 1918 (photo, 1957).

## Œuvres
En tant que compositeur, influencé par Beethoven et Johan Svendsen, il écrit dans un idiome du romantisme tardif, deux opéras, Frithjof og Ingeborg et Die alte Methode, des opérettes, de la musique de scène, des ouvertures pour les pièces d'Henrik Ibsen, Hedda Gabler et Bygmester Solness, des fantaisies pour orchestre et suites, quatre symphonies, deux concertos pour violon et des Lieder.

### Orchestre
- Symphonie en la majeur (11 décembre 1904) Nationaltheatret-orkest o.l.v. Johan Halvorsen
- Symphonie en ré mineur
- Symphonie en sol mineur
- Symphonie en ut majeur
- Musique de scène pour Hedda Gabler (1901) et Bygmester Solness d'après Henrik Ibsen
- Musique de scène pour Vasantasena (intermezzo oriental, 1912)
- Concerto pour violon no 1
- Concerto pour violon no 2
- Pièces de concert pour clarinette, et orchestre/piano, opus 23
- Les Naïades (suite)
- Iraka (suite, 1916)
- Douces souvenances (1903)
- La vie (1907)
- Fantaisie folklorique norvégienne pour piano
- Arrangement van Rektah, een oud Indiaas melodie (1916)
- Orkestratie vanb Crescendo van Per Lasson
- Bonvivant (Humoristische mars, uitgeverij Warmuth Musikforlag)
- 14 gamle østfold-danser

### Vocale
- Frithjof og Ingeborg (opéra)
- Die alte Methode (opéra)
- Lieder